# Liszt Ferenc zenekari művei
Liszt Ferenc zenekari művei tulajdonképpen kivétel nélkül weimari udvari karmesteri megbízását, sőt Weimarban való letelepedését követően keletkeztek. Weimarban tudta kipróbálni a zenekari hangzás jellegzetességeit, ekkor tudta kikísérletezni a számára legmegfelelőbb hangzást.

## A zenekari darabok iránti igény megfogalmazódása
A fiatal Liszt Ferenc, Európa ünnepelt zongorista „sztárja”, zeneszerzői tevékenységének középpontjában a hangszere, a zongora állt. Zongorára írta azokat a virtuóz darabjait, amelyekkel el tudta kápráztatni közönségét, olyan darabokat is, amelyekben megvalósította a zongorán elérhető zenekari hangzás maximumát. Hamarosan felmerült azonban benne az igény „igazi” szimfonikus mű megalkotásának az igénye, csakhogy Liszt – akkor még – nem értett a zenekarhoz, nem ismerte annak jellegzetességeit, soha nem is tanulta ezt. Pedig már 1830-ban, a tervezett, de végül el nem készült Forradalmi szimfóniájához írt vázlatokat. Ezt követően 1839-ben, későbbi A-dúr zongoraversenye első változatához írt hangszeres szólamokat. Egy évvel később írta, de csak később fejezte be Átok (Malédiction) című korai zongoraversenyét, amelyhez vonószenekari kíséretet írt. Ezt a művét életében nem adták elő, nem is adták ki.

## Liszt szimfonikus korszaka
Liszt Ferenc 1843-ban nyerte el megbízatását a weimari udvari zenekar élére, és itt látta meg azt a lehetőséget, hogy behatóan megismerjen egy szimfonikus zenekart. Ez a hercegi zenekar nem volt ugyan jelentős, 35 zenészével még akkoriban is viszonylag kis létszámúnak számított), de Liszt számára mégis komoly lehetőséget jelentett. Az 1840-es években már erősen foglalkoztatta a zongoravirtuózi fárasztó életvitel befejezése, és erre valójában akkor kerülhetett sor, amikor 1848-ban le is telepedett Weimarban, a nyugodt kisvárosban. Itt más szerzők darabjainak betanítása során sokat tanult a zenekari hangzásról, a hangszerek és hangszercsoportok sajátosságairól, a szimfonikus hangzás egyensúlyáról, de mindez még kevés volt ahhoz, hogy saját zenekari művek írásához, pontosabban hangszereléséhez fogjon (1854-ig nem is hangszerelt önállóan).
A hangszerelésben az első években August Conradi (1821–1873), egy Liszttől tíz évvel fiatalabb, de jól hangszerelő zeneszerző, majd 1849 végétől 1854-ig Joachim Raff (1822–1882) segítette munkájában, a zenekari partitúrák elkészítésében. A külső segítség igénybevétele korántsem jelenti azt, hogy a segítők írták meg a hangszerelt verziókat. Liszt felvázolta a zenekari megoldásokat is famulusai számára, és ők ez alapján dolgoztak. Már Conradi is így dolgozott, míg Raff már főleg csak tanácsokat adott a mester számára, illetve másolta az elkészült partitúrákat. Liszt gyorsan beletanult a hangszerelésbe, és ezt követően korábbi, segítséggel készült műveit önállóan újrahangszerelte, átdolgozta, és 1845 után már kizárólag önállóan dolgozott. Így lett a hangszerelés kiemelkedő mesterévé, akit Bartók Béla a 19. század kiemelkedő hangszerelő újítójának nevezett – Hector Berlioz és Richard Wagner mellett. Ezektől a komponistáktól is sokat tanult a hangszerelés terén, de mégis sikerült meg- és eltalálnia a rá jellemző, a saját zenéjéhez legjobban illő zenekari hangzást.

## Liszt szimfonikus művei
Liszt – korai próbálkozásait követően – Weimarban lett igazi zenekari szerző. Első Weimarban született zenekari műve az Amit a hegyen hallani című szimfonikus költemény (S.95), amelyet Victor Hugo azonos című költeménye inspirált. Ezt a művét 1848-ban kezdte komponálni, és 1850 februárjában mutatta be a nagyhercegi udvarban (ajánlása Carolyne Wittgenstein hercegnőnek szólt). A mű első változata talán még Conradi keze nyomát is őrizte, a bemutatott művet viszont Raff hangszerelte. A végső, harmadik változat 1857-re készült el, ez már teljes egészében Liszt munkája. A darab végső változatát ebben az évben mutatta be Weimarban, és a lipcsei Breitkopf und Härtel kiadó jelentette meg.
Itt kell szólni a szimfonikus darabok javát kitevő szimfonikus költeményekről (Liszt tizenhárom ilyet írt). A szimfonikus költeményt nem Liszt teremtette meg, de nála teljesedett ki igazán a műfaj. A szimfonikus költemény első, legjelentősebb alkotása Berlioz Fantasztikus szimfóniája volt, amit a fiatal Liszt is megismert 1830 decemberében, amikor a bemutató előtti napon meglátogatta Berliozt, és azonnal megérezte benne az új lehetőségeket. Ez a darab volt az előkészítője a liszti szimfonikus költeményeknek. Liszt a szimfónia hagyományos műfaját már némileg a múlt egyik állomásának tartotta, és a szimfonikus költeményt vélte olyannak, ami alkalmas a zene és más művészetek, főleg az irodalom egyesítésére, az új zenei gondolkodásmód, az új zenei formák megteremtésére, ami fokozza a zene leíró, expresszív, asszociatív és szimbolikus jelentését és lehetőségeit. Liszt a szimfonikus költeményeiben kevés és témának is alig mondható elemből, motívumból (kissé erőltetetten gondolhatunk a vezérmotívumra is) építkezik. Liszt is, akárcsak Berlioz, szinte minden szimfonikus költeményéhez mellékelt szöveges programot, amivel leírt szöveg formájában is közelebb igyekezett hozni zenei mondanivalóját a hallgatóság számára. Szimfonikus költeményei közül néhány: Tasso (S.96), Les Préludes (S.97), Orpheusz (S.98), Mazeppa (S.100), Hungaria (S.103).
Liszt tizenhárom szimfonikus költeményt írt, de ezeken felül más zenekari művei is születtek (például a Faust-szimfónia, S.108; a Dante-szimfónia, S.109; a Két epizód Lenau Faustjából, S.110). Liszt igazi programzenészi voltát erősíti, hogy ezek a művek is mind külső források által inspirálva születtek.

## A szimfonikus művek méltatása
Liszt zenekari darabjainak nagy része a weimari időszakból származik. Egységesen jellemző rájuk, hogy mind külső forrás, irodalmi vagy képzőművészeti alkotás, mitológiai vagy magyar hazafias téma ihletésére születtek. Egységes a dramaturgiájuk is abban az értelemben, hogy a hőst ért történések, az események negatív vonulatát követően a vég mindig megdicsőült, győzedelmes, pozitív. Harmóniailag minden szimfonikus művére érvényes az, hogy már ebben zeneszerzői korszakában érezni a tonalitás felbontására való törekvést (ez a kései zongoraművekben teljesedik ki igazán), a sűrű kromatika, az enharmónia, a moduláció, a hangnemeltolás. Az újítások mellett fontos szerepet tulajdonít a régi gregorián dallamvilágra jellemző öt-, hat- és nyolcfokú hangrendszereknek, a reneszánsz zenét felidéző hétfokú, modális hangnemeknek (eol, dór, mixolíd stb.). Ugyanakkor Liszt teljesen újszerű hangnem-modelleket is használ műveiben: a csupa nagyszekundból álló egészhangú skálát, a kis- és nagyszekundok, tercek újfajta elrendezéséből adódó sorokat. Egyik legfontosabb és talán legérdekesebb újítása Lisztnek a két bővített másodlépést magába foglaló, ún. magyar vagy cigányskála használata (előfordul, hogy olyan esetekben is alkalmazza, amikor a téma jellege nem is indokolná).